# Pittosporum truncatum
Pittosporum truncatum är en tvåhjärtbladig växtart som beskrevs av Ernst Georg Pritzel. Pittosporum truncatum ingår i släktet Pittosporum och familjen Pittosporaceae. Inga underarter finns listade.